# André Ernesto Stoffel
André Ernesto Stoffel (Jundiaí, 9 aprile 1960) è un ex cestista brasiliano.

## Carriera
Con il Brasile ha disputato i Giochi olimpici di Mosca 1980 e i Campionati mondiali del 1982.